# Frontera (revista)
Frontera y también Colección Frontera, fue una revista de historietas publicada entre 1957 y 1962 en la Argentina por la editorial homónima y Editorial Emilio Ramírez, con periodicidad mensual y formato apaisado.

## Trayectoria
Frontera incluyó, entre sus primeras series:
| Números | Años   | Título        | Guionista            | Dibujante              |
| ------- | ------ | ------------- | -------------------- | ---------------------- |
| 1-      | 4/1957 | Tipp Kenia    | Héctor G. Oesterheld | Carlos Roume           |
| 1-      | 4/1957 | Ticonderoga   | Héctor G. Oesterheld | Hugo Pratt             |
| 1-      | 4/1957 | Verdugo Ranch | Héctor G. Oesterheld | Ivo Pavone             |
| 1-      | 4/1957 | Joe Zonda     | Héctor G. Oesterheld | Francisco Solano López |

Posteriormente acogió:
| Números | Años    | Título                         | Guionista            | Dibujante                         |
| ------- | ------- | ------------------------------ | -------------------- | --------------------------------- |
|         | 1958    | Leonero Brent                  | Héctor G. Oesterheld | Jorge Moliterni                   |
|         | 2/1958  | El cuaderno rojo de Ernie Pike | Héctor G. Oesterheld | Francisco Solano López            |
| 15-35   | 6/1958- | Rul de la Luna                 | Héctor G. Oesterheld | Francisco Solano López, Marinosky |

Pasó a Editorial Emilio Ramírez con su número 49, de abril de 1961.